# Daphnopsis selerorum
Daphnopsis selerorum är en tibastväxtart som beskrevs av Ernest Friedrich Gilg. Daphnopsis selerorum ingår i släktet Daphnopsis och familjen tibastväxter. Inga underarter finns listade i Catalogue of Life.